# Prin Kurdistanul sălbatic (film)
Prin Kurdistanul sălbatic (titlul original: în germană Durchs wilde Kurdistan) este un film de aventuri hispano–vest-german, realizat în 1965 de regizorul Franz Josef Gottlieb, după romanul omonim al scriitorului Karl May, protagoniști fiind actorii Lex Barker, Marie Versini și Ralf Wolter.

## Distribuție
- Lex Barker – Kara Ben Nemsi
- Marie Versini – Ingdscha
- Ralf Wolter – Hagi Halef Omar
- Georg Heston – Machredsch von Mossul
- Gustavo Rojo – Ahmed El Corda
- Werner Peters – Mütesselin
- Charles Fawcett – Mohammed/Kadir Bei
- Wolfgang Lukschy – Ali Bei
- Gloria Camera – Benda
- Fernando Sancho – Padischah
- S. M. Caffarel – Selin Aga
- José Nieto – Pir Kamek
- Antonio Casas – Cedar
- Maite Matalonga – Hanneh
- Dieter Borsche – Sir David Lindsay
- Chris Howland – Archie

## Literatură
- May, Karl, Prin Kurdistanul sălbatic, București, 1998: Editura Eden, 540 pag.;